# اسلاویک گالستیان
اسلاویک گالستیان (به ارمنی: Սլավիկ Գալստյան؛ زادهٔ ۲۱ دسامبر ۱۹۹۶) یک کشتی‌گیر فرنگیکار اهل کشور ارمنستان است.
از افتخارات وی می‌توان به کسب مدال برنز مسابقات قهرمانی کشتی جهان ۲۰۱۹ اشاره کرد.

## مسابقات قهرمانی کشتی جهان ۲۰۱۹
گالستیان در وزن ۶۳ کیلوگرم کشتی فرنگی مسابقات قهرمانی کشتی جهان ۲۰۱۹ نورسلطان حاضر بود که در مسابقه های اول و دوم المان مختاروف از آذربایجان و اسلام‌جان بهرام‌اف از ازبکستان را شکست داد اما در نیمه نهایی به استپان ماریانیان از گرجستان باخت و به دیدار رده‌بندی رفت. وی در دیدار رده‌بندی میثم دلخانی از ایران را شکست داد و مدال برنز وزن ۶۳ کیلوگرم را بدست آورد.